# Dysmature
Dysmature est un terme médical employé pour désigner un nouveau-né, dont la taille et le poids sont très inférieurs à la moyenne (inférieur au 10e percentile ou à moins 2 déviations standard selon les auteurs),. Le nouveau-né dysmature peut être né à terme ou être prématuré, c'est son faible poids par rapport à son âge gestationnel qui détermine la dysmaturité.
La dysmaturité est le plus souvent liée à un retard de croissance intra utérin, en 2020 il est de plus en plus préconisé d'employer plutôt ce dernier terme.
L'Académie nationale de médecine dans son dictionnaire reconnaît aussi pour synonyme hypotrophique, de même que pour dysmaturité elle renvoie à hypotrophie fœtale et à retard de croissance intra utérin. La banque de données terminologiques et linguistiques du gouvernement du Canada, TERMIUM Plus, retient aussi pour synonymes les termes de retard de croissance intra utérin, hypotrophie et dysmaturité.
La classification internationale des maladies dans sa version 10 de 2008, renvoie au chapitre Retard de croissance et malnutrition du fœtus.
Contrairement au prématuré les enfants dysmatures tètent bien même s'ils nécessitent des repas fractionnés, et les risques ne sont pas les mêmes ; pas de difficultés respiratoires par maladie des membranes hyalines due à l'immaturité pulmonaire, ni de sensibilité accrue aux infections mais risque d'inhalation amniotique par souffrance fœtale chronique et d'hypoglycémie par absence de réserves glycogéniques. Le rattrapage statutaire observé chez les prématurés lors des deux premières années de croissance est moins constant et la dysmaturité est un facteur explicatif des petites tailles ultérieures.
Les causes d'une dysmaturité peuvent être liées à la santé de la mère (taille, conformation du bassin, santé, etc.), au fonctionnement du placenta (placenta prævia, décollement, etc.) ou à l'enfant lui même (déficits divers, anomalies chromosomiques, rang de la grossesse, etc.).
Les naissances dysmatures sont aussi décrites en médecine vétérinaire, par exemple chez les chevaux.